# Hvězdnička slanistá

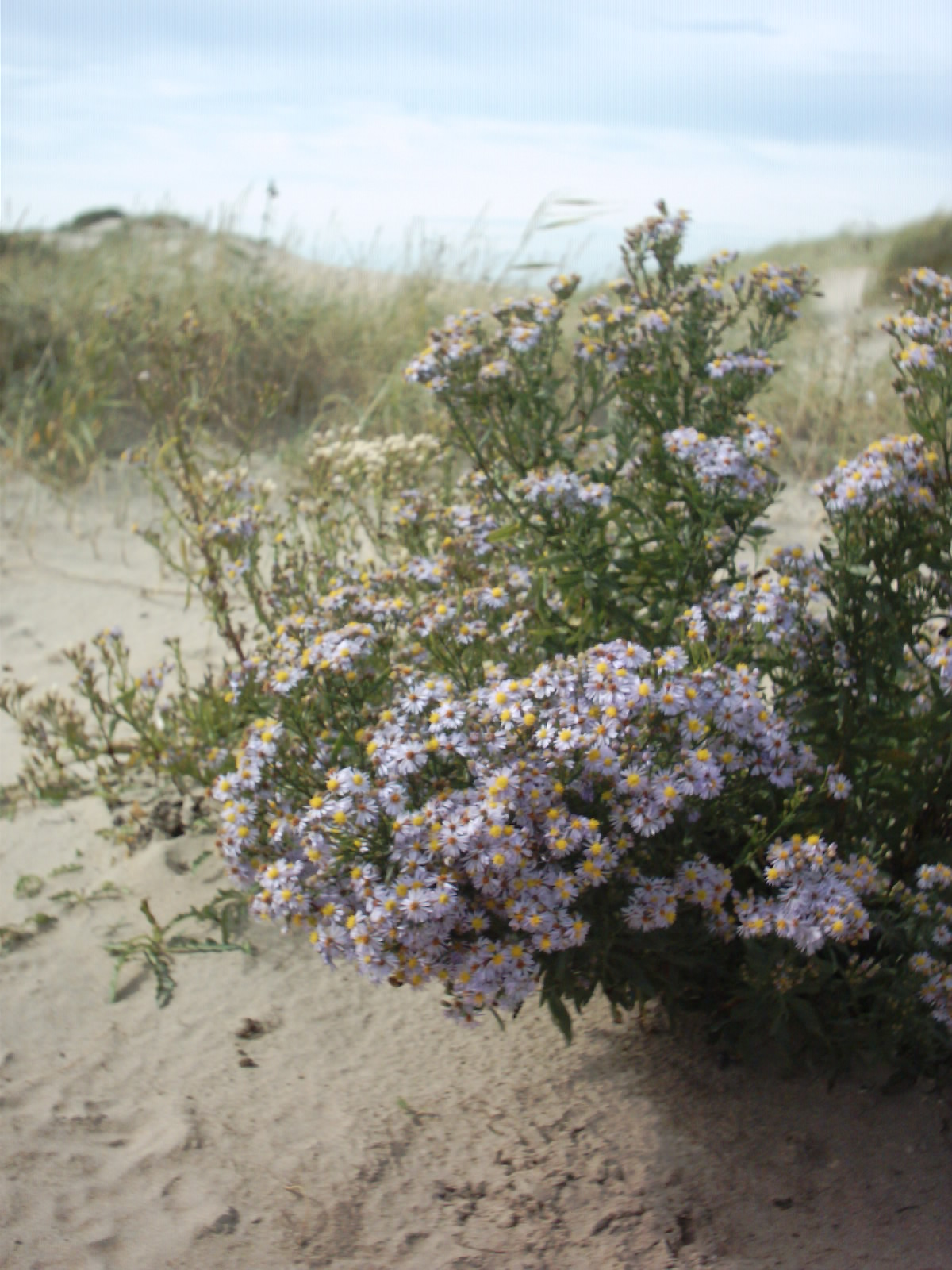
Rozkošatěná hvězdnička slanistá

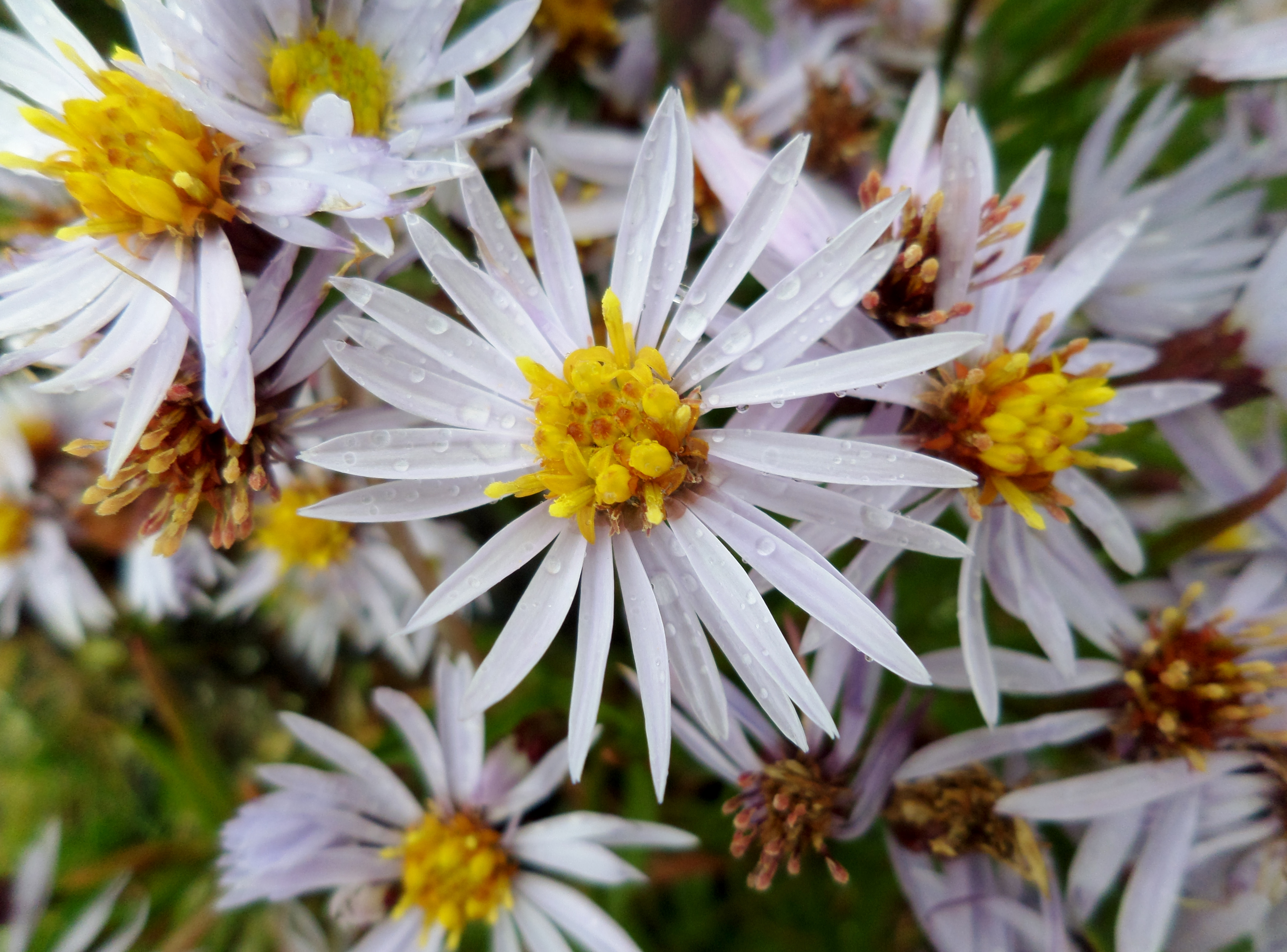
Úbory hvězdničky slanisté

Hvězdnička slanistá (Tripolium pannonicum) je nevysoká, krátkověká, slanomilná rostlina, kvetoucí závěrem letních měsíců nafialovělými květy. Je původním druhem české květeny a jediným druhem rodu hvězdnička, který se vyskytuje v české přírodě. Do nového rodu hvězdnička byla přeřazena z původního rodu hvězdnice, kde byla vedena pod názvem hvězdnice slanistá. Rostlina patří do skupiny dnes již vzácných halofytů a pomalu ustupuje z přírody téměř celé střední Evropy.

## Rozšíření
Roste hlavně na evropském pobřeží, kde je rozšířena až po 66° severní zeměpisné šířky (přibližně po Island). Druh, obsahující několik poddruhů, má euroasijský disjunktivní areál zahrnující evropské pobřeží Atlantiku, téměř celou kontinentální Evropu, oblast Kavkazu, jihozápadní a Střední Asii, západní a střední Sibiř, severní Čínu, Mongolsko, ruský Dálný východ, Japonsko, Korejský poloostrov i severozápad Afriky přiléhající ke Středozemnímu moři.
V minulosti vyrůstala hvězdnička slanistá asi na 40 místech na jižní Moravě, v roce 1959 byla dokonce pozorována v Ostravě na skládce železné rudy dovezené z Ukrajiny. Od roku 2000 je však značně na ústupu, neboť dramaticky ubylo stanovišť, na kterých vyrůstá. Je známa pouze ze dvou míst: z přírodní rezervace Slanisko Dobré Pole a hlavně z národní přírodní rezervace Slanisko u Nesytu při obci Sedlec v okrese Břeclav.

## Ekologie
Hvězdnička slanistá patří mezi obligátní halofyty rostoucí hlavně na mořských pobřežích a na slaných loukách, pastvinách nebo stepích v okolí. Ve střední Evropě je vázána na vnitrozemská slaniska. Roste na těžkých jílovitých nebo hlinitých půdách dobře zásobených živinami, s vysokým obsahem minerálních látek a s převažujícím výparným režimem, kdy se v létě více vody vypaří než přibude. Vyskytuje se na místech s velkou koncentrací solí v půdě, která je na jaře velmi mokrá a v průběhu léta silně vysychá. Je to terofyt až krátce přetrvávající hemikryptofyt, s fenologickým optimem kvetení od července do září. Ploidie druhu je 2n = 18.
Její populace na západním břehu rybníka Nesyt je nyní dosti bohatá a je patrné, že rostlina kladně reaguje na péči věnovanou jí orgány ochrany přírody. Na slanisko se vrátila pastva ovcí, koz, krav a posléze i kladrubských koní, kteří nejen spásají trávu, ale kopyty "poškozují" tuhý povrch půdy; slaná voda v rozdupané půdě může snáze vzlínat k povrchu a vznikají tak plošky obnaženého povrchu, potřebné pro klíčení a růst některých halofilních rostlin.

## Popis
Jednoletá nebo dvouletá, vzácně i krátce víceletá bylina s přímou nebo vystoupavou lodyhou 20 až 60 cm vysokou. Lodyha, vyrůstající z krátkého, válcovitého oddenku, je jednoduchá nebo rozvětvená, lysá nebo roztroušeně chlupatá a často červenavě naběhlá. Je střídavě porostlá řapíkatými, jednoduchými, slabě dužnatými, po obvodě jemně brvitými listy s čárkovitě kopinatou čepelí, horní listy jsou přisedlé a velmi úzké.
Četné úbory květů, velké 1 až 2 cm, jsou seskupené v koncové chocholičnaté latě. Květy terče jsou žluté s trubkovitou korunou dlouhou asi 5 mm. Okrajové jazykovité květy mají úzkou ligulu asi 10 mm dlouhou, bledě modrou nebo fialově modrou, jen vzácně růžovou či bílou. Květy se zakrslým kalichem mají pět tyčinek. Spodní semeník je vzniklý ze dvou plodolistů a nese jednu čnělku s dvouramennou bliznou. Zákrov úboru je široce zvonkovitý, dvou až třířadý, střechovitě se kryjící listeny jsou přitisklé a na vrcholu tupé.
Plody jsou ploché, chlupaté nažky (semena) asi 3 mm velké se stejně dlouhým bílým chmýrem. Jsou roznášeny větrem a v případě pádu do vody vydrží bez úhony plout i dva týdny. Semena se ve stavu schopném vyklíčit udržují i déle než pět let. Rostlina se kromě semen může rozmnožovat i vegetativně z oddenku, na jehož výhoncích se na jaře objevují nové pupeny.

## Taxonomie
V České republice se vyskytuje pouze poddruh hvězdnička slanistá panonská (Tripolium pannonicum subsp. pannonicus), což je ponticko-panonský endemit vázaný na nevelkou středoevropskou oblast tvořenou ČR, Slovenskem, Rakouskem a Maďarskem. Od nominátního poddruhu hvězdničky slanisté pravé (Tripolium pannonicum subsp. tripolium) se morfologicky odlišuje hlavně listeny zákrovu.

## Ohrožení
Hvězdnička slanistá je konkurenčně slabý druh, který se při tlaku úspěšnějších rostlin ze stanoviště vytrácí. Její postupné mizení ze střední Evropy je vázáno na ztrátu slaniskových biotopů, způsobovanou změnami hydrologických poměrů, zarůstáním lokalit vzrůstnějšími rostlinami nebo přeměnou na zemědělskou půdu.
Poddruh pannonicus hvězdničky slanisté je považována za kriticky ohroženou rostlinu České republiky, v "Seznamu zvláště chráněných druhů rostlin" dle vyhlášky "Ministerstva životního prostředí ČR č. 395/1992 Sb. ve znění vyhl. č. 175/2006 Sb." i v "Červeném seznamu cévnatých rostlin České republiky z roku 2012" je zařazen mezi kriticky ohrožené taxony (§1, C1t).

## Galerie

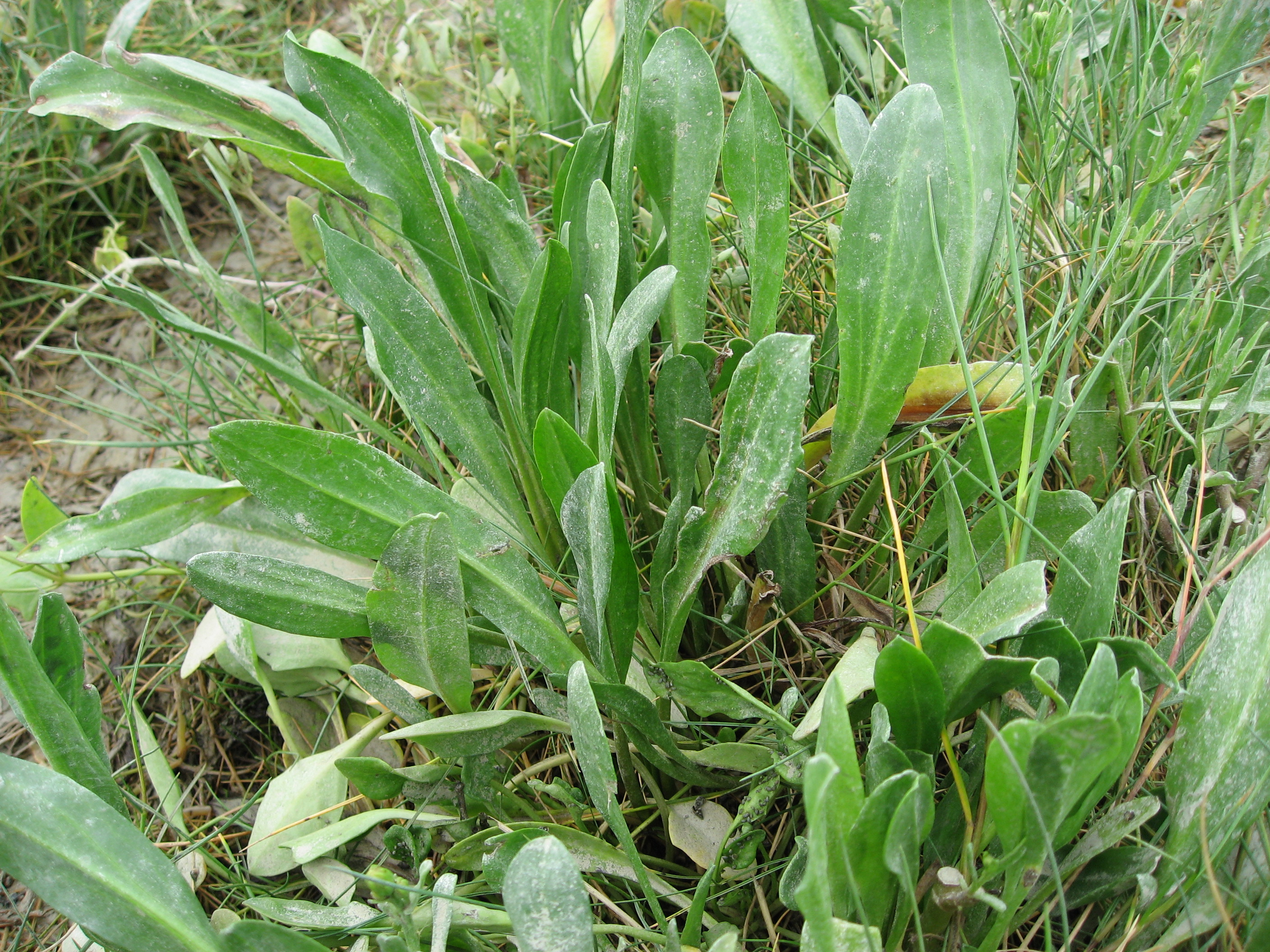
Listy
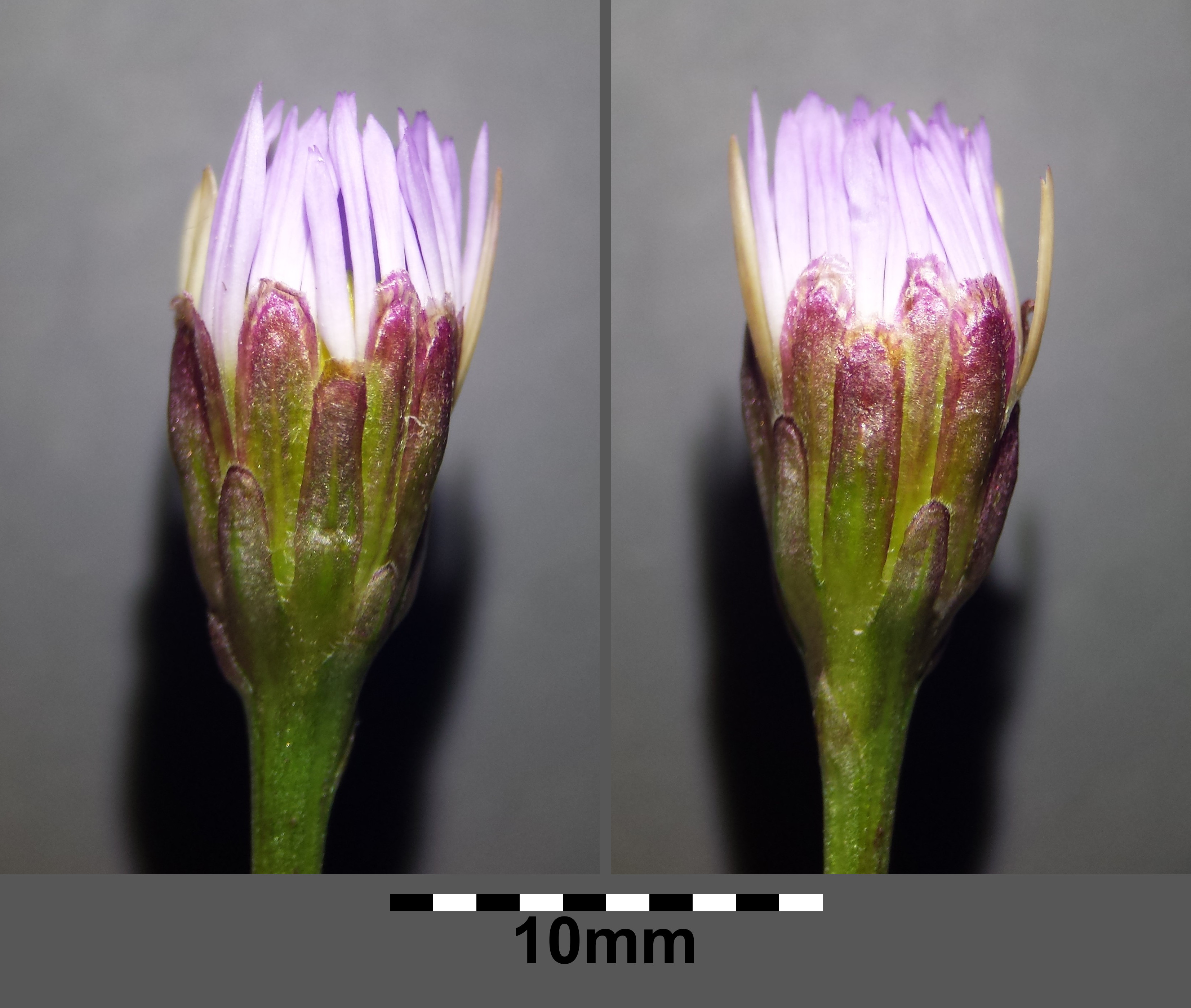
Otvírající se úbor
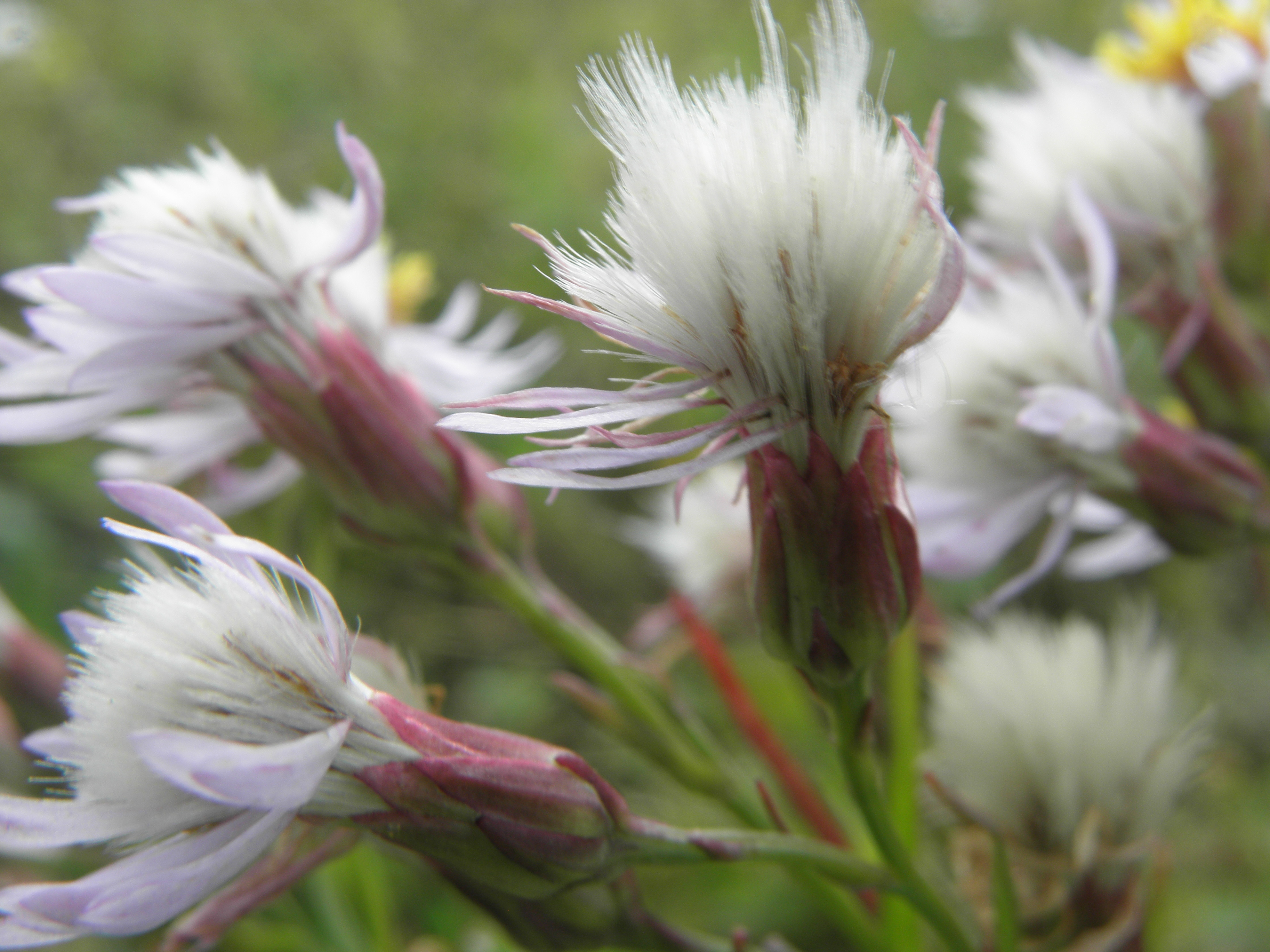
Chmýr
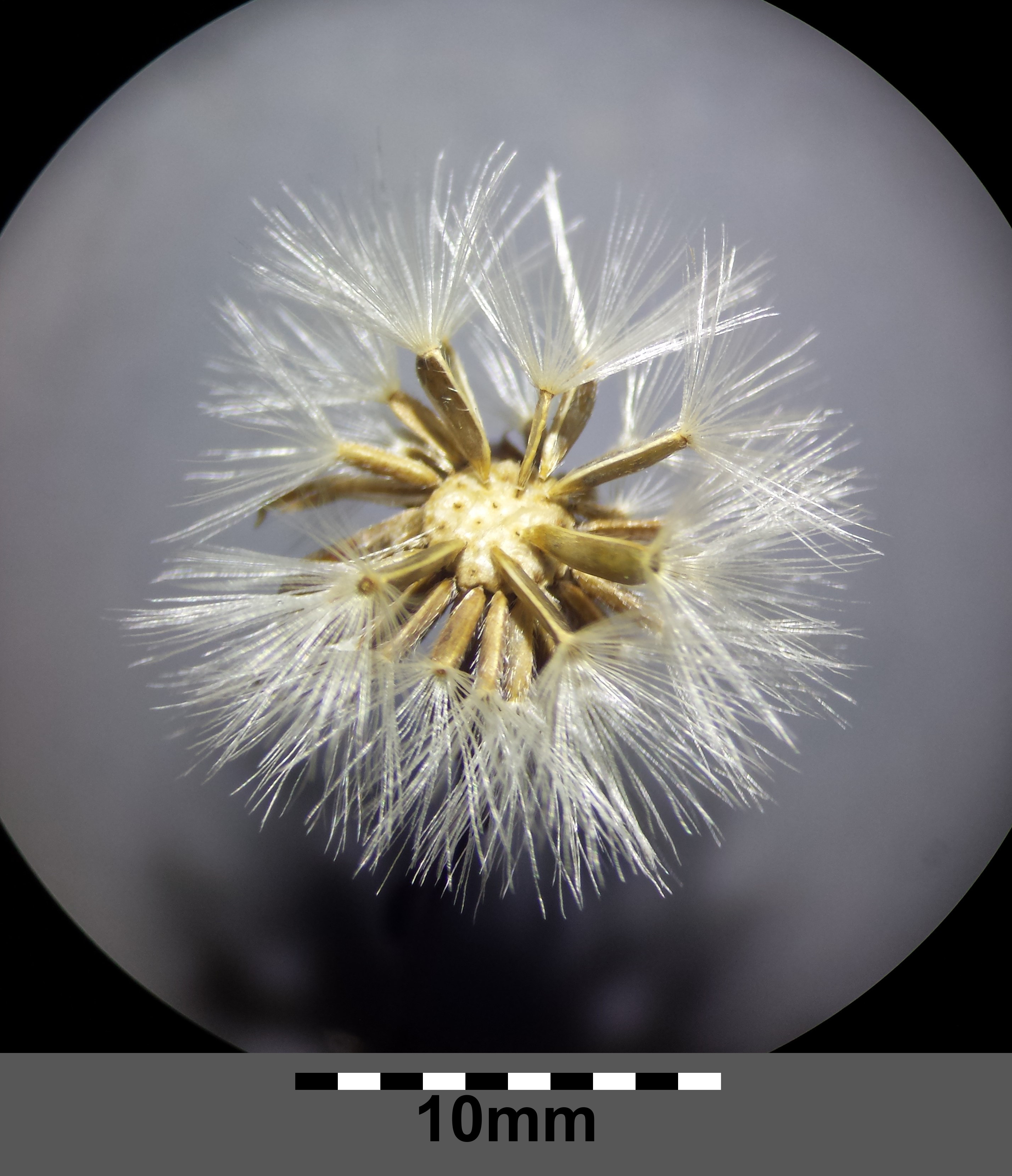
Nažky